# 本多秋五
本多 秋五（ほんだしゅうご、1908年（明治41年）9月22日 - 2001年（平成13年）1月13日）は、愛知県西加茂郡猿投村（現：豊田市）出身の文芸評論家である。

## 経歴
1912年、4歳で母と死別。1921年、旧制愛知県立第五中学校（現・愛知県立瑞陵高等学校）入学。同人誌『朱雀』に参加。1926年、旧制第八高等学校に入学。1929年、東京帝国大学文学部国文科に入学、マルクス主義に近づく。1930年、ロシア革命記念日のデモに参加し検挙される。1932年、東大を卒業。卒論は「森鷗外研究」、大学院に進学する。1933年、治安維持法違反で検挙され翌年釈放、郷里に帰る。のちに長兄について満洲を訪問。1936年に上京し、逓信省電務局無線課に勤務。北川静雄の筆名を用いる。
1937年、宮本百合子を訪問。トルストイの『戦争と平和』に感銘を受ける。1938年、東京逓信局に転勤。吉田信の長女治子と結婚。1941年、役所を退職、「戦争と平和」論を書く。1943年、中央公論社嘱託となる。1944年、情報局嘱託となる。1945年、召集され名古屋の連隊に入るが敗戦。
1946年、平野謙、山室静、埴谷雄高、小田切秀雄、荒正人とともに雑誌『近代文学』を創刊。同年4月、『近代文学』にて「小林秀雄論」を掲載する。1949年、初の著書『小林秀雄論』を刊行。1953年、新日本文学会の常任中央委員に選ばれる。1954年、『群像』に連載した『『白樺』派の文学』を刊行。1957年、中国訪問日本文学代表団に参加。1960年『物語戦後文学史』を刊行（のち続編刊）。1964年『近代文学』終刊、新日本文学会退会。
1965年『物語戦後文学史』で第19回毎日出版文化賞（文学・芸術部門）を受賞。平野の紹介で明治大学文学部専任講師となる。1966年、ソ連作家同盟の招きで平野らと訪ソ。1969年、明治大学教授に昇任。1978年、江藤淳との無条件降伏論争が始まる。1983年『古い記憶の井戸』で第34回読売文学賞を受賞。1991年『志賀直哉』で毎日芸術賞を受賞。1996年、豊田文化賞受賞。
2001年、脳出血で自宅にて死去。享年92。
トルストイ、武者小路実篤、志賀直哉など、白樺派とその周辺の作家を論じた。1978年、日本の降伏は無条件降伏ではなかったとする江藤淳とこれを支持する柄谷行人に反論し、無条件降伏論争を行った。

## 家族
- 父・本多松三郎は、愛知県猿投村（現・豊田市花本）で家業の麹造りのほか、村会議員、学務委員、村長、郡会議員も兼任する地元の名士[3]。
- 兄に代議士の本多鋼治（1895-1964）、実業家で陶芸研究家の本多静雄[1]。兄と共に出身地である豊田市に資料を寄贈した[1]。これは豊田市中央図書館の一角に『本多兄弟文庫』として収められた[1]。

## 人間関係
- 平野謙、藤枝静男とは八高時代に知り合った[4]。藤枝静男のペンネームは、本多が命名した[要出典]。
- 文芸評論家の菊池仁は明大での教え子[要出典]。

## 著書
- 『「戦争と平和」論』鎌倉文庫 1947
- 『小林秀雄論』近代文学社 1949
- 『「白樺」派の文学』大日本雄弁会講談社ミリオンブックス 1954、新潮文庫 1960
- 『転向文学論』未來社 1957
- 『トルストイ論』河出書房新社 1960
- 『物語戦後文学史』正・続・完結編 新潮社 1960-1965

各・全3巻、岩波同時代ライブラリー 1992、岩波現代文庫 2005
- 『有効性の上にあるもの』未來社 1963
- 『戦時戦後の先行者たち』晶文社 1963
- 『「白樺」派の作家と作品』未來社 1968
- 『遠望近思 鬼石谷戸から』筑摩書房 1970
- 『戦後文学史論』新潮社 1971
- 『戦後文学の作家と作品』冬樹社 1971
- 『古い記憶の井戸』武蔵野書房 1982、講談社文芸文庫 1992
- 『トルストイ論集』武蔵野書房 1988
- 『志賀直哉』岩波新書 上・下 1990
- 『一閃の光』筑摩書房 1993
- 『本多秋五全集』全16巻・別巻2 菁柿堂[5] 1994-2002

### 編著
- 『宮本百合子研究　作家研究叢書』新潮社 1957
- 『武者小路実篤読本 その生涯と作品』学習研究社 1959
- 『有島武郎研究』瀬沼茂樹共編 右文書院 1972

### 翻訳
- カラージン『つるは南へ行く』本多治子共訳 東洋書館 1953